# Сеть старо-возрастных лесов
Сеть старо-возрастных лесов (Old-Growth Forest Network) — это американская некоммерческая организация, задачей которой является защита старо-возрастных лесов от вырубки, для чего такие леса выявляют по всей территории Соединенных Штатов.

## Цель
Задача Сети старо-возрастных лесов — это создание национальной сети лесов, где все желающие могут ощутить красоту и неприкосновенность природы. Чтобы реализовать свою задачу, организация стремится создать сеть лесов по всей территории США — по одному в каждом округе — которые не вырубаются и открыты для посетителей. На востоке более 99 процентов старо-возрастных лесов было вырублено для нужд сельского хозяйства или развития или заменено вторичными лесами. Цель организации - обеспечить выявление и защиту части лесов, что позволит им восстановить свои характеристики старого роста. Эти «старовозрастные леса будущего» предоставят будущим поколениям по всей стране возможность познакомиться с родными лесами во всем их многообразии и сложности.

## История
Сеть старо-возрастных лесов была основана Джоан Малуф из Университета Солсбери , ныне исполнительным директором организации. Она читает лекции, исследует леса, помогает частным землевладельцам и поддерживает местные группы, пытающиеся защитить общественные леса от застройки. Работа Сети старо-возрастных лесов также поддерживается персоналом организации и волонтерами, в том числе координаторами округов, которые выступают в качестве связующего звена с управляющими лесов в сети.
Джоан Малуф изучает естественную работу планеты — системы, которые позволяют деревьям, цветам и животным существовать самостоятельно, без помощи людей. Но почти все природные места затронуты людьми. Оказывается самые старые леса — одни из самых естественных и биологически разнообразных мест на земле — вырубаются и превращаются в управляемые леса — фермы монокультурных деревьев. Малуф не возражает против вырубки деревьев на доски и волокно, но как эколог она утверждает, что, делая это, мы приносим в жертву биоразнообразие, а также красоту лесов. 
Малуф  рассказывает другим ученым  о важности древних лесов в работе «Обучение деревьям: уроки леса». В первой главе этой книги описывается посещение восточного старовозрастного леса, который никогда не вырубали. Ее читатели, немногие из которых видели когда-либо  старовозрастной лес, хотели узнать, как им попасть в него. Таких лесов осталось немного, но информации о том, как их найти, было очень мало. Это побудило Малуф написать вторую книгу: Среди древних: приключения в восточных старовозрастных лесах, в которой описывалось по одному старому лесу каждого из двадцати шести восточных штатов. Малуф также является автором еще двух книг: «Храмы природы: сложный мир старовозрастных лесов» и «Живой лес: визуальное путешествие в самое сердце леса »  с фотографиями Роберта Ллевеллина.
В своих путешествиях по этим лесам Малуф выяснила, что очень немногие из наших первоначальных лесов не были вырублены или иным образом разрушены - менее 1% осталось на востоке и 5% на западе. Поэтому Джоан Малуф основала организацию, которая должна была определить и помочь защитить один лес в каждом округе США, а также рассказать о том, где они расположены. В 2011 году она оставила свою университетскую должность и начала работать над созданием Сети старо-возрастных лесов. В первый же год к Сети было официально добавлено двадцать лесов, а в организации зарегистрировалось 600 участников. Малуф прочитала двадцать три лекции, в том числе в Лонгвуд-Гарденс, Ботаническом саду США, Корнельском университете и Пенсильванском университете.
По состоянию на 15 июля 2021 года в Сети было 138 лесов в 25 штатах, выбранных так, чтобы оставить хотя бы один лес в каждом округе Соединенных Штатов, в котором есть такой — по оценкам, это 2370 округов.

## Организационная стратегия
Организация определяет один лес в каждом округе, который навсегда останется диким. По оценкам, из 3140 округов США около 75% (то есть 2370 округов) будут заниматься защитой лесов. Во многих из этих округов уже есть общественные леса, поэтому нужно будет выбрать только один из них и официально признать его частью сети. Во многих округах это будут уже охраняемые федеральные земли, которые будут признаны в сети, например, национальные леса или территории обитания рыб и дикой природы. В некоторых округах, не имеющих государственных или федеральных лесных земель, сам округ или город может иметь некоторую территорию, которая может стать частью сети. На следующем этапе землевладельцами, которые должны добровольно присоединиться к сети, вероятно, будут некоммерческие организации, такие как земельные фонды или The Nature Conservancy. В случае, если в округе нет государственных земель и земель некоммерческих организаций, которые могут быть включены в сеть, округ может обратиться к частному спонсору или подать заявку на получение федеральных грантов, возможно, с помощью такой организации, как фонд The Conservation.
Стратегия сети Old-Growth Forest Network заключается в том, чтобы определить леса-кандидаты, обеспечить их общедоступность и постоянную защиту от вырубки, а также признать их частью сети. После выделения леса сведения о нём заносятся в список и публикуются на веб-сайте сети. Организация считает, что создание Сети таким образом потребует очень небольших финансовых вложений и что сохранение более двух тысяч нетронутых лесов окажет положительное влияние как на людей, так и на дикую природу США.

## Общественные леса и частные землевладельцы
Местные активисты обращаются в Сеть старо-возрастных лесов, чтобы помочь защитить общественные леса, находящиеся под угрозой застройки. Организация выступает за сохранение лесов и, где это возможно, помогает местным усилиям по защите. Общественные леса, которые могут оказаться не очень большими, экологически разнообразными или строго охраняемыми, могут быть включены в программу общественных лесов Сети старо-возрастных лесов.
Многие из старейших лесов в США находятся в частной собственности. Организация консультирует частных землевладельцев по поводу сохранения их лесов. Леса частных владельцев, которые обязуются вечно защищать свою землю с помощью таких механизмов, как сервитут по сохранению «Forever Wild» (означающий, что лес никогда не будет вырублен), также могут быть интегрированы в сети Old-Growth Forest Network в качестве частного леса.

## Использованная литература
1. ↑  Old-Growth Forest Network (амер. англ.). Old-Growth Forest Network. Дата обращения: 20 октября 2022. Архивировано 15 декабря 2019 года.
2. ↑  North American Forests in the Age of Nature (амер. англ.). American Forests. Дата обращения: 21 октября 2022. Архивировано 21 октября 2022 года.
3. ↑  2014 Mary Byrd Davis Residency. Bordeneuve Reteat. October 2014. Архивировано 27 октября 2014. Дата обращения: 26 октября 2022.
4. ↑  Old-Growth Forest Network County Coordinators.{{cite news}}:  Википедия:Обслуживание CS1 (url-status) (ссылка)
5. ↑  Our People: County Coordinators.{{cite news}}:  Википедия:Обслуживание CS1 (url-status) (ссылка)
6. ↑  Maloof, Joan. 2011. Teaching the Trees: Lessons from the Forests. University of Georgia Press.
7. ↑  Maloof, Joan. 2011. Among the Ancients: Adventures in the Eastern Old-Growth Forests. Ruka Press.
8. ↑  Horton, Tom (Spring 2013). Alone among 'The Ancients'. Bay Journeys. Архивировано 5 марта 2016. Дата обращения: 26 октября 2022.
9. ↑  Maloof, Joan. 2016. Nature's Temples: The Complex World of Old-Growth Forests. Timber Press.
10. ↑  Llewellyn, Robert and Maloof, Joan. 2017. The Living Forest: A Visual Journey Into the Heart of the Woods. Timber Press.
11. ↑  Carney, Marissa (10 октября 2012). Renowned nature writer and ecologist Maloof to speak about old growth forest. PennState News on the Web. Архивировано 27 сентября 2015. Дата обращения: 26 октября 2022.
12. ↑  Davis, Lynn (14 марта 2014). Old-growth forest expert to speak on value of ancient trees. Virginia Tech News. Архивировано 13 апреля 2021. Дата обращения: 26 октября 2022.
13. ↑  Keystone Ancient Forest inducted into Old-Growth Forest Network. Sharon Bishop-Baldwin, Tulsa World, July 16, 2021. Дата обращения: 16 июля 2021. Архивировано 16 июля 2021 года.
14. ↑  Forever Wild Conservation Easement (PDF). Архивировано (PDF) 28 июня 2023. Дата обращения: 26 октября 2022.

## Внешние ссылки
- oldgrowthforest.net — официальный сайт Сеть старо-возрастных лесов
- Adrian Higgins, Oct. 24, 2017. An ecologist speaks for the silent giants: Old-growth trees. Washington Post.
- New England Forests, Mar 25, 2018 (video). The Lost Forests of New England.
- Esperanza Project, March 19, 2019. She started a movement that speaks for the forests: An interview with Joan Maloof, founder of the Old-Growth Forest Network.
- Bob Yearick, May 2013. Saving Sacred Woodlands. Out and About Magazine.